# 에이드리언 퀴스트
에이드리언 칼 퀴스트(Adrian Karl Quist, 1913년 8월 4일~1991년 11월 17일)는 오스트레일리아의 남자 테니스 선수이다. 오늘날 뛰어난 복식 선수로 기억되고 있는 그는 호주 챔피언십 단식에서도 3회 우승했다. 그는 존 브롬위치와 복식팀으로 출전하여 호주 오픈 복식에서 8년 연속으로 우승한 기록이 있으며, 또한 복식 커리어 그랜드 슬램도 달성하였다.
그는 1984년 국제 테니스 명예의 전당에 헌액되었다.

## 그랜드 슬램 기록
- 호주 챔피언십
  - 단식 우승 (3): 1936, 1940, 1948
  - 단식 준우승 (1): 1939
  - 복식 우승 (8): 1936, 1937, 1938, 1939, 1940, 1946, 1947, 1948, 1949, 1950
  - 복식 준우승 (2): 1934, 1951

- 프랑스 챔피언십
  - 복식 우승 (1): 1935
  - 복식 준우승 (1): 1933
  - 혼합복식 준우승 (1): 1934

- 윔블던
  - 복식 우승 (2): 1935, 1950

- U.S. 챔피언십
  - 복식 우승 (1): 1939
  - 복식 준우승 (1): 1938